# 金鯉
金鯉（1475年—？），字時躍，山東東昌府臨清州人，校籍，明朝政治人物。

## 生平
正德五年（1510年）庚午科山東鄉試第十八名舉人。正德六年（1511年）中式辛未科會試第二百六十四名，登第三甲第四名進士。十二年十一月由都察院经历升山西按察司佥事，嘉靖元年（1522年）十月升廣西按察司副使。

## 家族
曾祖金普元；祖父金聰；父金璽，曾任大使。母李氏。具庆下。弟金鸿。